# 日本の音楽に関する資格一覧
日本の音楽に関する資格一覧（にほんのおんがくにかんするしかくいちらん）は、日本国内で実施されている、音楽に関する資格試験の名称を一覧としたものである。

## 国家資格
- 【教育職員免許法】
  - 中学校教員（二種・一種・専修）免許状「音楽」
  - 高等学校教員（一種・専修）免許状「音楽」
- 【職業能力開発促進法】
  - ピアノ調律技能士
  - 舞台機構調整技能士

## 民間資格
- 英国王立音楽検定（かけはし芸術文化振興財団）
- ヤマハ音楽能力検定（ヤマハ音楽振興会）
- 日本音楽能力検定（日本音楽能力検定協会）
- ミュージックマスター・オンライン（音楽文化創造）
- 生涯学習音楽指導員（音楽文化創造）
- 地域音楽コーディネーター（音楽文化創造）
- ピティナ・ピアノ指導者検定（全日本ピアノ指導者協会）
- 吹奏楽指導者認定試験（日本吹奏楽指導者協会）
- 生涯学習インストラクター（社会通信教育協会）
- ラジオ音響技能検定（国際文化カレッジ）
- MIDI検定（音楽電子事業協会）
- サウンドレコーディング技術認定試験（日本音楽スタジオ協会）
- 音響技術者能力検定（日本音響家協会）
- Pro Tools技術認定試験（日本音楽スタジオ協会）
- 映像音響処理技術者資格認定試験（日本ポストプロダクション協会）
- 音楽療法士（日本音楽療法学会）
- 楽譜検定（日本音楽教育文化振興会）
- クラシックソムリエ検定（日本クラシックソムリエ協会）
- MTVロック検定（日本出版販売）
- パチカ検定（日本パチカ連盟）
- 歌検定（日本歌謡検定協会）
- 音楽療法カウンセラー（日本インストラクター技術協会）
- 音楽技能検定（一般社団法人日本音楽協会）
- 音楽検定（音楽文化創造）※休止中
- プレイヤー認定試験（演奏コーディネーター協会）
- サウンドアドバイザー認定試験（演奏コーディネーター協会）
- BGM検定試験（演奏コーディネーター協会）
- コード検定試験（演奏コーディネーター協会）